# Ronzone
Ronzone település Olaszországban, Trento megyében. Lakosainak száma 474 fő (2023. január 1.). Ronzone Appiano sulla Strada del Vino, Borgo d'Anaunia, Sarnonico és Ruffré-Mendola községekkel határos.

## Népesség
A település népességének változása:
| Lakosok száma | 435  | 436  | 474  |
|               | 2017 | 2018 | 2023 |